# Hermann Schroff
Max Hermann Schroff (* 23. Januar 1867 in Konstanz; † Juni 1914 in Santiago de Chile) war ein deutscher Journalist und Chefredakteur in Rumänien, Ungarn, Argentinien und Chile.

## Leben und Wirken

### Herkunft
Hermann Schroff stammte aus einer jüdischen Familie in Konstanz, konvertierte aber später zum katholischen und dann zum evangelischen Glauben.
Er wurde wahrscheinlich wegen Majestätsbeleidigung aus Baden ausgewiesen.

### Tätigkeiten in Rumänien und Ungarn
Danach zog er nach Rumänien, wo er zunächst als Korrektor beim Bukarester Tagblatt tätig war. Danach wurde er Chefredakteur des Rumänischen Lloyd, wo er nach einem kritischen Artikel über Kaiser Wilhelm II. aus dem Land ausgewiesen wurde.
Seit 1895 leitete Hermann Schroff die Kronstädter Zeitung in Siebenbürgen in Ungarn. Von September bis Dezember 1900 leitete er auch das Kronstädter Tageblatt, das danach eingestellt wurde. Spätestens im Oktober 1902 gab er die Chefredaktion der Kronstädter Zeitung ab.
Im Dezember 1902 wurde Hermann Schroff zu einem Jahr Gefängnis und einer Geldstrafe von 5000 Kronen wegen fünf Artikeln in der Kronstädter Zeitung verurteilt, die zu deutschfreundlich waren und damit gegen die Magyarisierungspolitik in Siebenbürgen polemisierten.
Im April 1903 floh er aus dem Gefängnis in Szeged. Danach war er als Anwerber für Auswanderer nach Deutschland tätig und wurde im Februar 1904 bei Sopron erneut verhaftet.

### Tätigkeiten in Argentinien und Chile
Danach wanderte Hermann Schroff nach Argentinien aus, wo er deutsche Auswanderer beriet und Redakteur beim Argentinischen Tageblatt wurde.
1909/1910 wurde er Chefredakteur der neu gegründeten Deutschen Zeitung für Chile in Valparaíso und 1912 der neuen Tageszeitung Deutsche Presse in Santiago. Dort starb er 1914.